# Enneapterygius melanospilus
Enneapterygius melanospilus is een straalvinnige vissensoort uit de familie van drievinslijmvissen (Tripterygiidae). De wetenschappelijke naam van de soort is voor het eerst geldig gepubliceerd in 1995 door Randall.